# Carmen Blanco
Carmen Blanco Garcia (Lugo, 1954) é uma escritora e feminista galega.
Professora de Literatura Galega na Universidade de Santiago de Compostela.
Escreve ensaio, poesia, narrativa e faz edição e introdução de textos literários.
É uma teórica do feminismo e pensadora interdisciplinar dentro do movemento libertário. Coordena con Claudio Rodríguez Fer os cadernos interculturais e libertários Unión Libre e a Asociación para a Dignificación das Vítimas do Fascismo.

## Estudo e ensaio
- Conversas con Carballo Calero (Vigo, Galaxia, 1989)
- Literatura galega da muller (Vigo, Xerais, 1991)
- Carballo Calero: política e cultura (Sada, Do Castro, 1991)
- Escritoras galegas (Santiago de Compostela, Compostela, 1992)
- Libros de mulleres. (Por unha bibliografía de escritoras en lingua galega: 1863-1992) (Vigo, Do Cumio, 1994)
- O contradiscurso das mulleres (Vigo, Nigra, 1995, El contradiscurso de las mujeres, Vigo, Nigra, 1997, traducido por Olga Novo)
- Nais, damas, prostitutas e feirantas (Vigo, Xerais, 1995)
- Mulleres e independencia (Sada, Do Castro, 1995)
- Luz Pozo Garza: a ave do norte (Ourense, Linteo, 2002)
- Alba de mulleres (Vigo, Xerais, 2003)
- Sexo e lugar (Vigo, Xerais, 2006)
- María Mariño. Vida e obra (Vigo, Xerais, 2007)
- Casas anarquistas de mulleres libertarias (Corunha-Santiago de Compostela, CNT, 2007)
- Uxío Novoneyra (Vigo, A Nosa Terra, 2009)
- Novoneyra: un cantor do Courel a Compostela. O poeta nos lugares dos seus libros  (Noia, Toxosoutos, 2010)
- Feministas e libertarias (Santiago de Compostela, Meubook, 2010)
- Letras lilas (Lugo, Unión Libre, 2019)

## Poesia
- Estraña estranxeira (Corunha, Biblioteca Virtual Galega, 2004)
- Un mundo de mulleres (Biblos, 2011)
- Lobo amor (Unión Libre, 2011)

## Narrativa
- Vermella con lobos (Vigo, Xerais, 2004)
- Atracción total (Vigo, Xerais, 2008)

## Tradução
- Extranjera en su patria. Cuatro poetas gallegos. Rosalía de Castro, Manuel Antonio, Luís Pimentel, Luz Pozo Garza (Círculo de Lectores / Galaxia Gutenberg, 2005), edição bilíngüe galego-castelhano.
- Do amor e da literatura (Linteo, 2007). Versão de Safo ao galego com o pseudônimo Emma Luaces.

## Edição
- Con pólvora e magnolias, de Xosé Luís Méndez Ferrín (Xerais, 1989). Con Claudio Rodríguez Fer.
- Os eidos, de Uxío Novoneyra (Xerais, 1990). Con Claudio Rodríguez Fer.
- Códice Calixtino, de Luz Pozo Garza (Xerais, 1992).
- Umha voz na Galiza, de Ricardo Carvalho Calero (Sotelo Blanco, 1992).
- Antoloxía poética, de Uxío Novoneyra (A Nosa Terra/AS-PG, 1997).
- Historias fidelísimas, de Luz Pozo Garza (PEN Clube de Galicia, 2003).
- Memoria solar, de Luz Pozo Garza (Linteo, 2004).
- Día das Letras Galegas 2007. María Mariño Carou (Universidade de Santiago de Compostela, 2007).